# Shangyou Shuiku (reservoar i Kina, Heilongjiang)
Shangyou Shuiku (kinesiska: 上游水库) är en reservoar i Kina. Den ligger i provinsen Heilongjiang, i den nordöstra delen av landet, omkring 270 kilometer norr om provinshuvudstaden Harbin. Shangyou Shuiku ligger 212 meter över havet. Arean är 4,4 kvadratkilometer. Trakten runt Shangyou Shuiku består till största delen av jordbruksmark. Den sträcker sig 2,7 kilometer i nord-sydlig riktning, och 2,2 kilometer i öst-västlig riktning.
Genomsnittlig årsnederbörd är 855 millimeter. Den regnigaste månaden är juli, med i genomsnitt 288 mm nederbörd, och den torraste är januari, med 8 mm nederbörd.